# Tennishuisje Cantonspark
Het Tennishuisje in het Cantonspark is een rijksmonument in het Cantonspark te Baarn. 
Het vroegere tennishuisje staat naast de Wintertuin. Het werd omstreeks 1905 gebouwd in chaletstijl en is een overblijfsel van de vroegere tennisbaan in het Cantonspark. In het huisje konden tennissende dames zich verkleden. Het gebouwtje is opgetrokken uit verticale houten rabatdelen en heeft een T-vormige plattegrond boven een hardstenen plint. Het zadeldak en de steekkap zijn gedekt met leien. De gevels zijn symmetrische ingedeeld.
De hoofdingang in het midden heeft openslaande dubbele deuren. Het portaal en de topgevel zijn uitgevoerd met houtsnijwerk. In het witgeschilderde gedeelte zijn gestileerde vrouwenfiguren afgebeeld. In de zijgevels bevinden zich openslaande vensters.